# Левитаун (Порторико)
Левитаун (шп. Levittown) град је у америчкој острвској територији Порторико, острвској држави Кариба.

## Демографија
По попису из 2010. године број становника је 26.960, што је 3.18 (-10,6%) становника мање него 2000. године.
| Група             | 2000.          | 2010.          |
| Белци             | 324 (1,1%)     | 251 (0,9%)     |
| Афроамериканци    | 2.702 (9,0%)   | 3.703 (13,7%)  |
| Азијати           | 78 (0,3%)      | 111 (0,4%)     |
| Хиспаноамериканци | 29.660 (98,4%) | 26.577 (98,6%) |
| Укупно            | 30.140         | 26.960         |